# Juan Sánchez (Bayamón)
Juan Sánchez es un barrio ubicado en el municipio de Bayamón en el estado libre asociado de Puerto Rico. En el Censo de 2010 tenía una población de 22951 habitantes y una densidad poblacional de 1.653,87 personas por km².

## Geografía
Juan Sánchez se encuentra ubicado en las coordenadas 18°24′8″N 66°8′13″O / 18.40222, -66.13694. Según la Oficina del Censo de los Estados Unidos, Juan Sánchez tiene una superficie total de 13.88 km², de la cual 13.63 km² corresponden a tierra firme y (1.77%) 0.25 km² es agua.

## Demografía
Según el censo de 2010, había 22951 personas residiendo en Juan Sánchez. La densidad de población era de 1.653,87 hab./km². De los 22951 habitantes, Juan Sánchez estaba compuesto por el 78.96% blancos, el 11.08% eran afroamericanos, el 0.29% eran amerindios, el 0.46% eran asiáticos, el 0.01% eran isleños del Pacífico, el 6.67% eran de otras razas y el 2.52% pertenecían a dos o más razas o mestizos(as). Del total de la población el 98.23% eran hispanos o latinos de cualquier raza.